# Eh'häusl
Eh'häusl là một khách sạn rộng 53m2 ở thành phố Amberg, thuộc Thượng Pfalz của Bayern ở Đức. Theo nhà điều hành của Hiệp hội Quy hoạch Đô thị của thị trấn Amberg cũng như Sách kỷ lục Guiness, khách sạn này được coi là "khách sạn nhỏ nhất trên thế giới."

## Lịch sử
Tên của tòa nhà có thể bắt nguồn từ Ehalten của tiếng Đức chuẩn thời sơ khai (nghĩa là 'người hầu', 'người phục vụ') và có lẽ đã được diễn giải lại vào thế kỷ 18 hoặc 19 theo tiếng bản ngữ thành 'ngôi nhà hôn nhân'. Khách sạn này từng là căn nhà thuộc sở hữu của một cặp tình nhân từ năm 1728 để lách những điều luật về hôn nhân Đức trong quá khứ, được cho là luật cấm kết hôn giữa những người nghèo không có nhà riêng. Một trong những điểm mấu chốt của luật pháp bang Bavaria từ thế kỷ 14 đến cuối thế kỷ 18 là nỗ lực làm chậm sự gia tăng tỷ lệ sinh, đặc biệt là ở những người không khá giả về tài chính. Vì lý do này, hôn nhân của những người hầu hoặc những người làm công ngày đã càng khó khăn hơn hoặc thậm chí bị cấm đoán. Hội đồng của thành phố Amberg được cho là đã yêu cầu các cặp muốn cưới phải có  "một ngôi nhà và tài sản không mắc nợ" như một điều kiện để tổ chức đám cưới trong nhà thờ.  Theo truyền thuyết,  một công dân của Amberg đã xây dựng Eh'häusl vào năm 1728 để tạo điều kiện cho các cặp vợ chồng nghèo kết hôn, người ta cho rằng sau đó đã bán nó cho cặp  vợ chồng tiếp theo sau tuần trăng mật.  Cho đến thế kỷ 18, ngôi nhà được cho là chỉ phục vụ các cặp vợ chồng mới cưới cho mục đích này.
Trong quá trình tái phát triển thị trấn cổ Amberg, tòa nhà đã sụp đổ hoàn toàn, khi một trong hai tòa nhà cạnh bên bị phá bỏ vào năm 1976.  Sau đó căn nhà đã được xây dựng lại theo đúng nguyên bản và kể từ đó đã được vận hành như một khách sạn. Trong nửa đầu năm 2008, Eh'häusl đã được tân trang lại hoàn toàn với giá khoảng 200.000 euro.
Vào năm 2009, là một phần của lễ kỷ niệm 975 năm thành lập thành phố Amberg, một vở nhạc kịch về nguồn gốc của Eh'häusl đã được 150 học sinh từ các ca đoàn của trường trung học Max-Reger-Gymnasium trình diễn tại Nhà hát Thành phố Amberg.
Hiện khách sạn này thuộc sở hữu của Marina Schreiner.

## Thiết kế

Eh'häusl giữ kỷ lục Guinness từ năm 2008 là khách sạn nhỏ nhất thế giới, với tổng diện tích sàn khoảng 53m2, được xây dựng trên diện tích nền khoảng 20 mét vuông,  không có tường bên và được "treo" giữa hai ngôi nhà bên cạnh. Khách sạn này có mặt tiền hơn 2,4m với tường màu đỏ, bị kẹp giữa hai tòa nhà lớn hơn.
Không gian bên trong khách sạn trải rộng trên 7 tầng. Mỗi tầng đều được bài trí khác nhau. Theo người đại diện của Eh'Haeusl, khách thuê phòng đến từ khắp nơi trên thế giới. Trong đó hầu hết là các cặp vợ chồng Đức và Áo tổ chức lễ kỷ niệm hoặc đi hưởng tuần trăng mật. Ngày nay, những kiến trúc sư hàng đầu đã nâng cấp nội thất cho khách sạn để tạo ra không gian sang trọng và hiện đại hơn.
Dù diện tích khiêm tốn, khách sạn này vẫn đủ không gian riêng tư cho 2 người ở. Bên trong có một phòng ngủ, một phòng khách, một phòng tắm, phòng ăn sáng và sảnh. Eh'häusel cũng có tất cả các đặc điểm của một khách sạn sang trọng như việc có lò sưởi và đồ nội thất tiện nghi, ti vi màn hình phẳng và phòng tắm hơi.

## Đón nhận
Eh'häusl thường đắt hàng với các đơn đặt trước của du khách. Theo lời kể của người dân địa phương, vào năm 1728, hội đồng thị trấn Amberg quyết định các cặp đôi đang yêu nhau ở đây chỉ có thể kết hôn khi họ có một căn nhà. Một thương nhân đã nảy sinh ra ý tưởng xây một căn nhà vừa rẻ và nhỏ nằm giữa hai tòa nhà và sau đó tặng nó cho một cặp đôi muốn kết hôn. Cặp đôi này sống ở đó một vài tuần rồi bán lại cho một cặp khác muốn kết hôn hợp pháp, và cứ vài tuần lại có một cặp đôi sắp cưới tới mua lại căn nhà nhỏ. Điều này khiến khách sạn được đặt tên là "Nhà Kết Hôn".